# Koraljuša
Koraljuša (lat. Corallorhiza), rod holomikotrofnih rizomatoznih geofita iz porodice orhideja raširenih uglavnom u Meksiku i SAD-u, jedna vrsta je ograničena na Kinu, i jedna po Euroaziji, Corallorhiza trifida, koja raste i u Hrvatskoj gdje se naziva šumska koraljuša.

## Opis
Rod Corallorhiza, također se naziva “koraljni korijen”, rod je od desetak vrsta nefotosintetskih orhideja (porodica Orchidaceae). Jedna vrsta je euroazijska, a ostale su porijeklom iz Sjeverne i Srednje Amerike. “Pjegavi koraljni korijen” (C. maculata) nalazi se u većem dijelu Sjedinjenih Država i ima bijele cvjetove prošarane ljubičastom bojom.
Koraljuše su gotovo bez lišća i uglavnom žive na mrtvoj organskoj tvari ili na korijenju drugih biljaka uz pomoć mikoriznih gljiva. Većina ne proizvodi nikakav klorofil. Njihovo uobičajeno ime odnosi se na koraljni oblik crvenkastih rizoma (podzemne stabljike). Biljke obično nose crvene, žute ili bijele cvjetove na crvenkastoj ili žutoj stapci.

## Vrste
1. Corallorhiza bentleyi Freudenst.
2. Corallorhiza bulbosa A.Rich. & Galeotti
3. Corallorhiza ehrenbergii Rchb.f.
4. Corallorhiza ekmanii Mansf.
5. Corallorhiza elliptica Schltr.
6. Corallorhiza macrantha Schltr.
7. Corallorhiza maculata Raf.
8. Corallorhiza mertensiana Bong.
9. Corallorhiza odontorhiza (Willd.) Nutt.
10. Corallorhiza punctatissima E.W.Greenw. & Salazar; ined.?
11. Corallorhiza sinensis G.W.Hu & Q.F.Wang
12. Corallorhiza striata Lindl.
13. Corallorhiza trifida Châtel.
14. Corallorhiza williamsii Correll
15. Corallorhiza wisteriana Conrad